# MESSENGER
La missione NASA MESSENGER (MErcury Surface, Space ENvironment, GEochemistry and Ranging) è stata lanciata il 3 agosto 2004 ed è stata progettata per studiare le caratteristiche e l'ambiente del pianeta Mercurio. Il 18 marzo 2011 è entrata in orbita ermeocentrica.
Gli obiettivi scientifici della missione consistevano nello studiare la composizione chimica della superficie, la sua storia geologica, la natura del suo campo magnetico, la dimensione e le caratteristiche del nucleo, la natura dell'esosfera e della magnetosfera. La missione primaria durò un anno terrestre, ma tale limite è stato ampiamente superato per una durata complessiva di oltre 4 anni, concludendosi il 30 aprile del 2015 con lo schianto programmato sulla superficie di Mercurio. Messenger è stata la prima sonda a tornare su Mercurio 35 anni dopo la sonda Mariner 10, l'ultima ad aver studiato il pianeta nel 1975. La sonda MESSENGER presentava moltissimi miglioramenti nella scansione della superficie ed effettuò per la prima volta una ripresa completa del pianeta mentre Mariner 10 riuscì ad osservare solo un emisfero.
L'acronimo MESSENGER ("messaggero" in inglese) è stato scelto perché, nella mitologia romana, Mercurio era il messaggero degli dei.

## Il viaggio verso Mercurio
Un viaggio verso Mercurio richiede di contrastare l'incremento nella forza attrattiva durante la discesa nel pozzo gravitazionale solare. Ciò può essere ottenuto per mezzo della propulsione, comportando in generale un elevato consumo di propellente, oppure sfruttando una combinazione di manovre effettuate con l'ausilio dei motori, e di particolari manovre di incontro planetario (fly-by), che utilizzano l'effetto fionda per accelerare o decelerare la sonda. Per MESSENGER è stata scelta questa seconda opzione, più economica, che però ha lo svantaggio di prolungare notevolmente il tempo necessario per il viaggio. Tuttavia, un percorso così complesso permette di effettuare misurazioni del vento solare e dei campi magnetici a varie distanze dal pianeta.

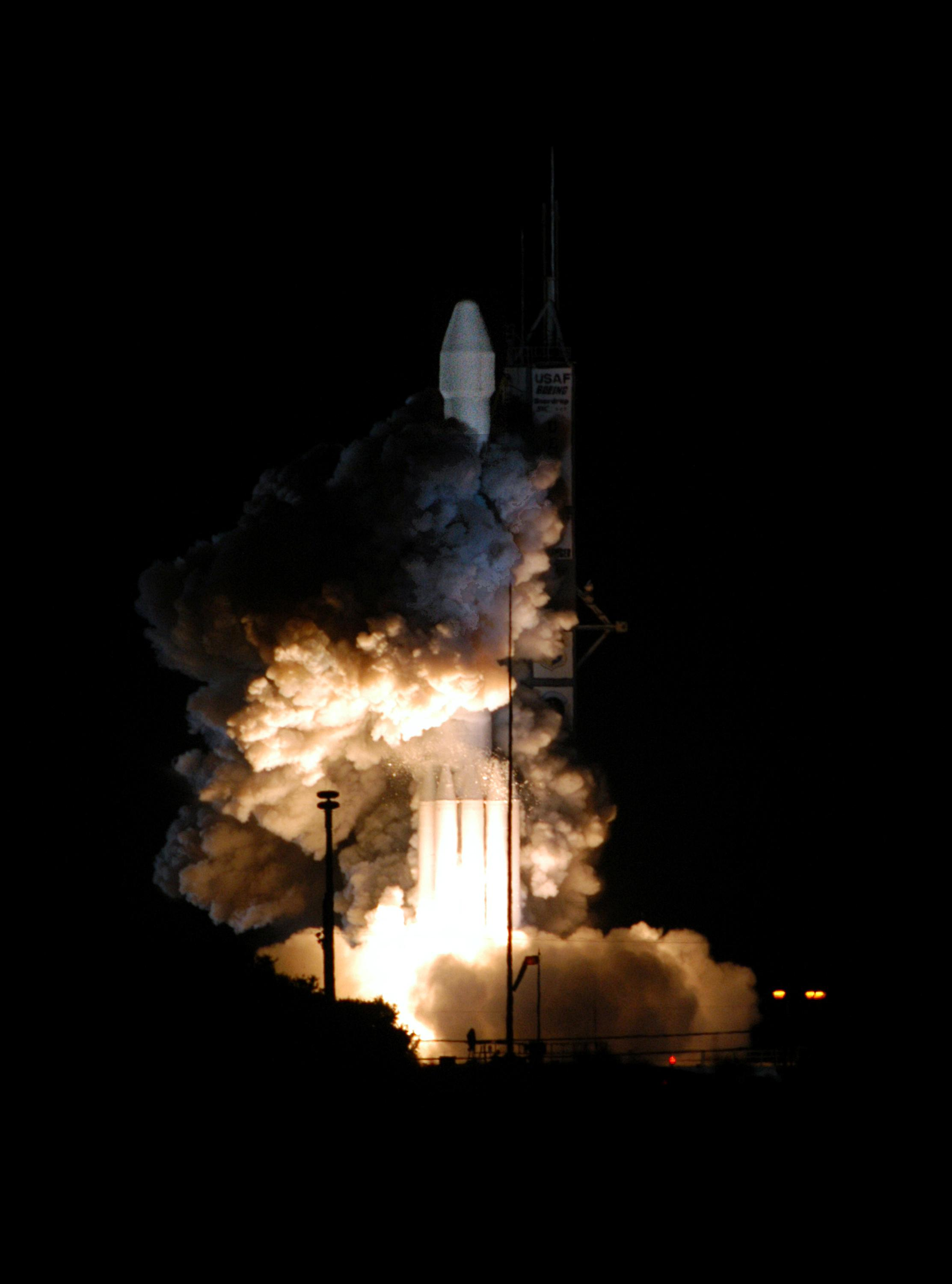
Lancio della sonda MESSENGER

Anche il posizionamento ed il mantenimento della sonda nell'orbita attorno al pianeta sono voci importanti nei costi di una missione. Mercurio non ha un'atmosfera che possa permettere manovre di aerofrenaggio o l'utilizzo di paracadute (tecniche adottate per ridurre il consumo di propellente nell'esplorazione di Marte), da qui l'utilizzo della risorsa dei fly-by anche nella riduzione dei costi dell'ingresso in orbita. Il mantenimento dell'orbita è affidato, invece, ai soli propulsori.

### Il lancio
Il lancio della sonda è avvenuto alle 02:15 EDT del 3 agosto 2004 a Cape Canaveral in Florida per mezzo di un vettore Delta II.
Il lancio era originalmente previsto durante una finestra che si era aperta l'11 maggio 2004, ma il 26 marzo la NASA ha annunciato l'utilizzo della finestra successiva che si sarebbe aperta il 30 luglio 2004.

### La traiettoria
Il cambiamento nella data di lancio ha modificato in modo significativo la traiettoria della missione, generando un ritardo all'arrivo su Mercurio di due anni. Il programma originale prevedeva tre sorvoli di Venere e un inserimento in orbita nel 2009, mentre il piano di volo definitivo ha previsto un fly-by della Terra, due di Venere e tre di Mercurio prima di inserirsi in orbita nel 2011.

Traiettoria di MESSENGER

Seguendo la nuova rotta, la sonda ha effettuato una manovra di fionda gravitazionale attorno alla Terra il 2 agosto 2005, con un avvicinamento minimo di 2347 km avvenuto alle 19:13 UT sopra la Mongolia centrale. Il 12 dicembre 2005 la sonda accese il motore principale per 524 secondi per mettersi in rotta verso Venere.
Il primo fly-by di Venere è avvenuto alle 8:34 UT del 24 ottobre 2006 ad una altezza di 2992 km, e il successivo alle 23:08 UT del 5 giugno 2007 ad una altitudine di 338 km. Tre i passaggi fly-by di Mercurio, il primo dei quali è avvenuto il 14 gennaio 2008 (la distanza minima dalla superficie del pianeta è stata di 200 km, toccata alle 19:04:39 UTC); il secondo, il 6 ottobre 2008, mentre il terzo è avvenuto il 29 settembre 2009. Dopo aver rallentato, ha effettuato l'inserimento nell'orbita il 28 marzo 2011, dando inizio alla missione il 4 aprile.
La NASA ha programmato attività scientifiche anche prima dell'inizio ufficiale della missione. In particolare, durante ogni fly-by la sonda ha attivato i suoi strumenti per studiare rispettivamente la Terra, Venere e Mercurio. Queste misurazioni sono state molto importanti perché hanno permesso di calibrare gli strumenti.
Durante il fly-by della Terra, MESSENGER ha effettuato delle riprese del nostro pianeta e della Luna, in particolare ha utilizzato il suo spettrometro per osservare il satellite terrestre, mentre gli altri strumenti hanno studiato la magnetosfera della Terra.
I fly-by di Venere hanno permesso per la prima volta osservazioni congiunte del pianeta da parte di due sonde in loco. Sebbene siamo abituati che Marte sia studiato da una corte di satelliti artificiali, questa è una condizione piuttosto rara per gli altri pianeti del Sistema solare. L'attività scientifica durante il primo fly-by è stata limitata dal fatto che Venere fosse in congiunzione con il Sole: la manovra di fly-by è in generale talmente complessa in questa condizione (che limita notevolmente le comunicazioni sonda - base a terra) che i responsabili di missione hanno preferito evitare di manovrare la sonda ed effettuare anche attività osservative. Durante il secondo fly-by MESSENGER e la sonda dell'ESA Venus Express hanno effettuato misurazioni congiunte dell'atmosfera venusiana. In particolare al momento del massimo avvicinamento MESSENGER ha misurato l'altezza della copertura nuvolosa utilizzando il suo altimetro laser MLA (Mercury Laser Altimeter), completando i dati ottenuti dalla sonda europea a lunghezze d'onda visibile, ultravioletto e infrarosso. Inoltre, durante la fase di avvicinamento ed allontanamento, MESSENGER ha effettuato delle riprese di Venere essenzialmente per la divulgazione al grande pubblico.
In seguito al primo fly-by di Mercurio, MESSENGER ha inviato a terra le prime immagini dell'emisfero "sconosciuto" di Mercurio.

### Inserzione in orbita

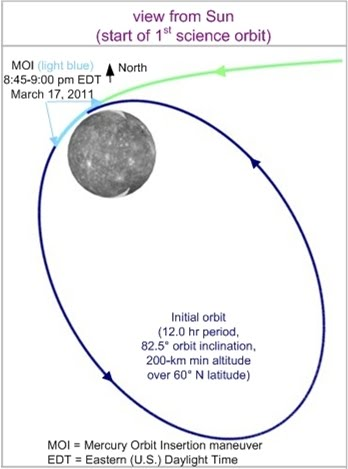
Diagramma semplificato dell'inserzione in orbita di MESSENGER.

Il 18 marzo 2011 la sonda è entrata in orbita attorno a Mercurio. La manovra di frenata, iniziata alle 0:45 UTC, è durata circa 15 minuti. Dal 23 marzo è iniziata una fase di verifica dello stato degli strumenti. Il 4 aprile è iniziata la fase operativa e l'osservazione scientifica del pianeta.
L'orbita di MESSENGER è altamente ellittica, passando a 200 km dalla superficie di Mercurio e poi allontanandosi fino a 15 000 km nell'arco di 12 ore, in modo da schermare la sonda dal calore irraggiato dal lato giorno del pianeta.

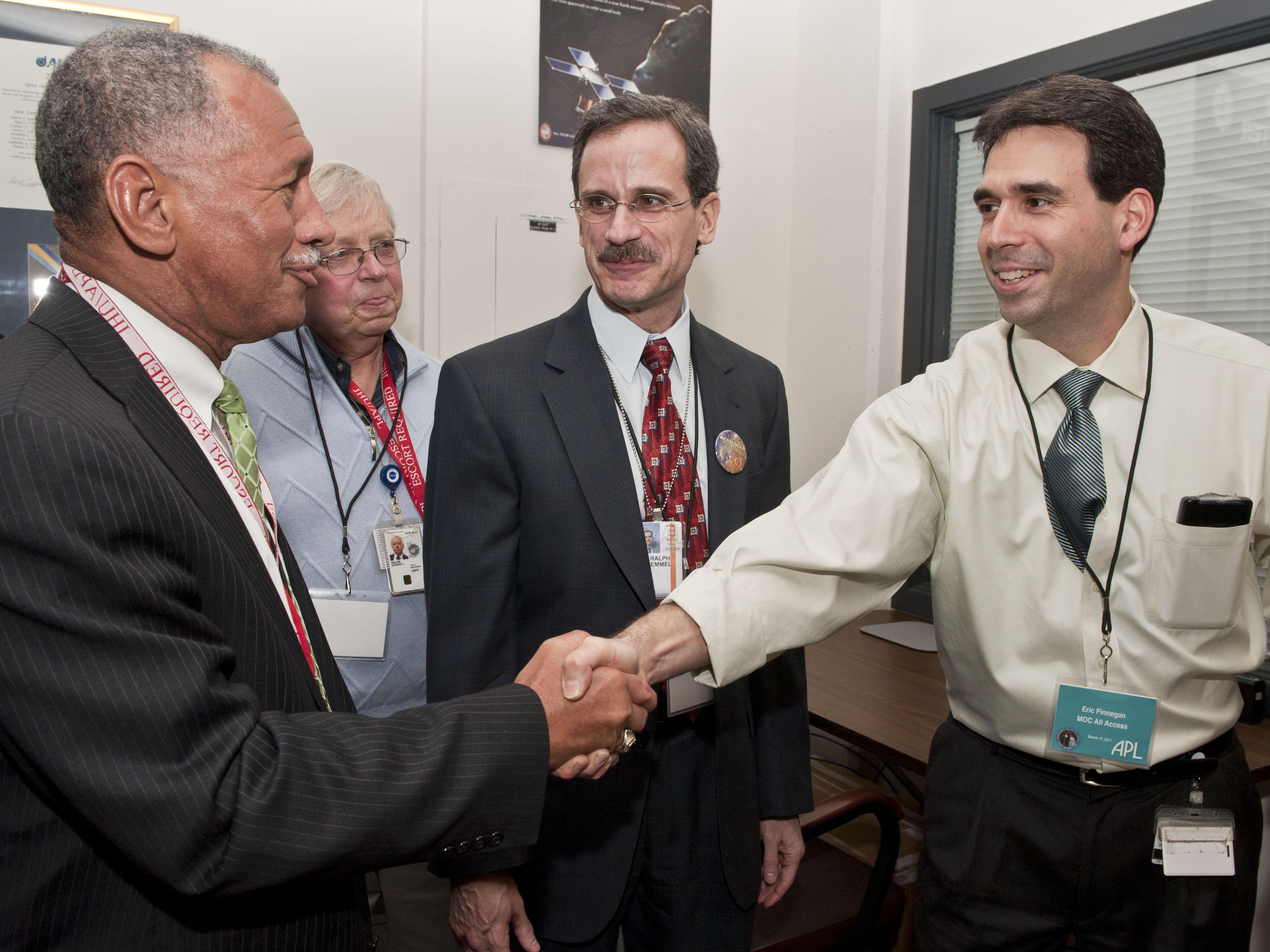
Charles Bolden congratula Eric Finnegan dopo l'inserzione in orbita.
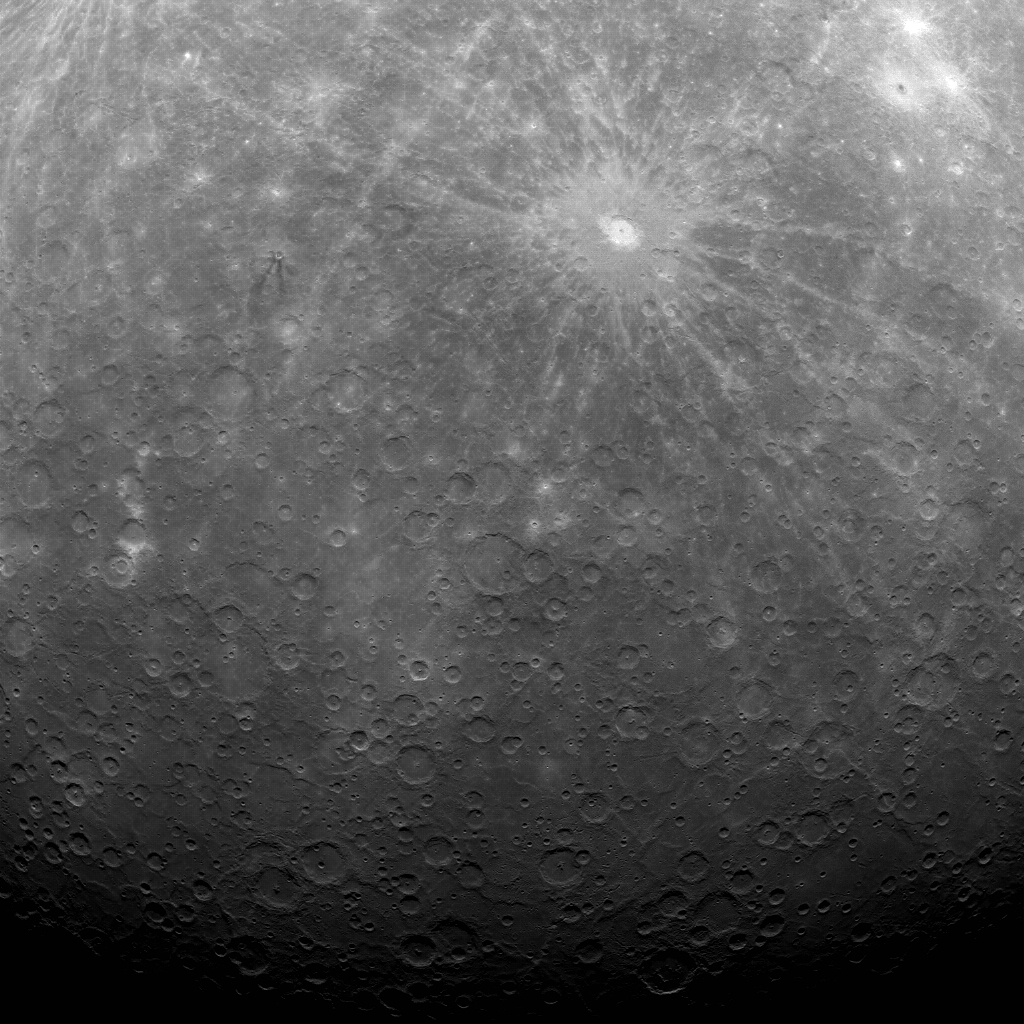
La prima fotografia in orbita attorno a Mercurio, MESSENGER il 29 marzo 2011.

## Programma di osservazione

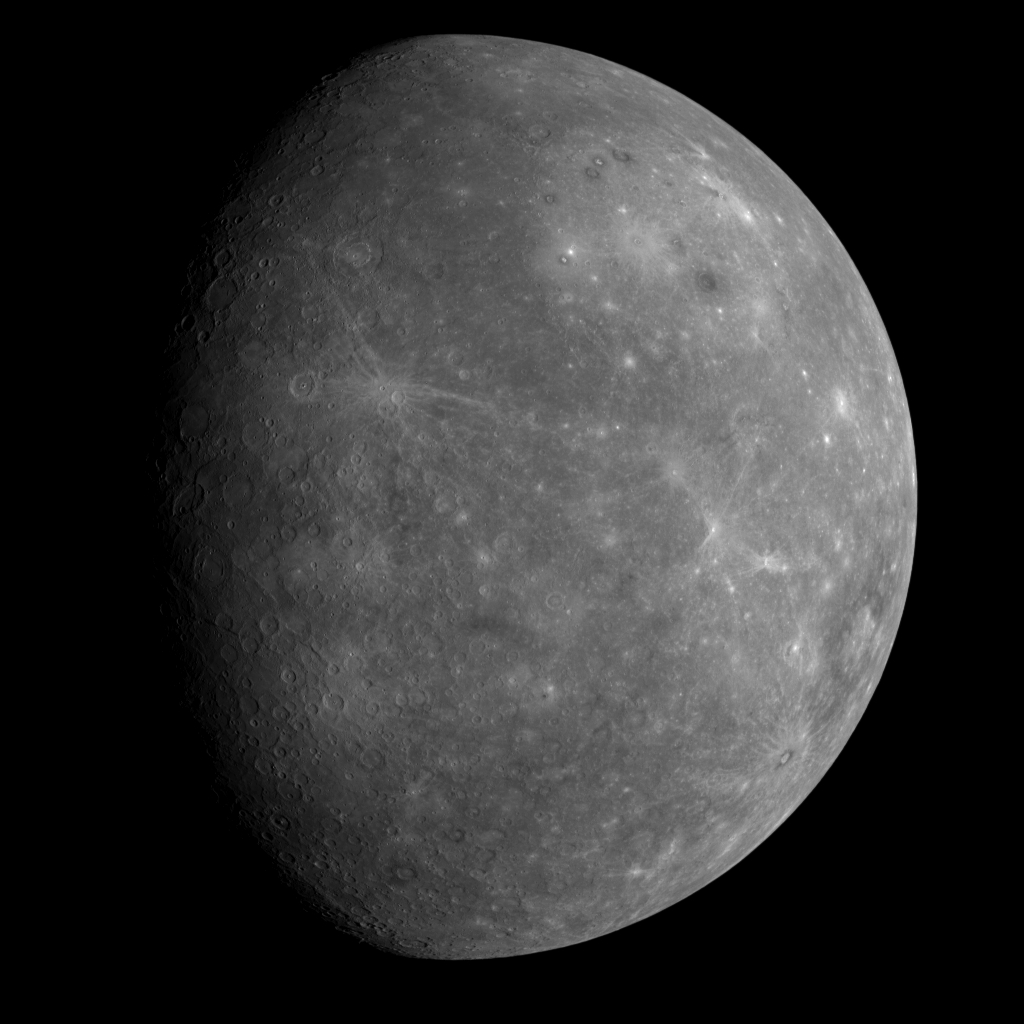
La prima immagine dell'emisfero "sconosciuto" di Mercurio inviata da MESSENGER il 14 gennaio 2008

L'orbita ha un periasse di 200 km ad una latitudine di 60° N e un apoasse di 15193 km, un periodo di 12 ore e una inclinazione di 80°. Il periasse è stato leggermente aumentato a causa di perturbazioni solari a circa 400 km al termine di un periodo pari ad un anno mercuriano (88 giorni), a quel punto è stato riaggiustato fino a 200 km attraverso una sequenza di due accensioni dei motori.
I dati sono stati raccolti dall'orbita per 4 anni terrestri, ben oltre la durata ufficiale della missione primaria, di un solo anno. La sonda ha effettuato una copertura globale del pianeta con immagini stereo con risoluzione di 250 m/pixel. La missione ha anche generato mappe globali della composizione, un modello 3D della magnetosfera, profili topografici dell'emisfero settentrionale, i profili di altitudine degli elementi, la caratterizzazione degli elementi volatili presenti nei crateri permanentemente in ombra situati ai poli.
Grazie a MESSENGER, gli scienziati hanno scoperto che il pianeta si sta contraendo su sé stesso man mano che il suo nucleo si raffredda lentamente. La teoria della contrazione planetaria venne suggerita dalle immagini del Mariner 10, che mostrarono delle grandi e profonde scarpate. Una di esse, la Discovery Rupes, si addentra per 1,6 km nella superficie. Inoltre con i dati raccolti della composizione superficiale si sa che Mercurio un tempo aveva vulcani, ma ormai, a causa degli impatti il pianeta è diventato geologicamente morto.

## Principali scoperte scientifiche
Fin dai primi anni novanta, alcune evidenze sperimentali avevano suggerito che su Mercurio ci potesse essere dell'acqua allo stato solido. MESSENGER ha confermato l'ipotesi prima in via indiretta grazie alle misurazioni di riflettività effettuate con l'altimetro laser MLA (Mercury Laser Altimeter) e i dati raccolti sullo strumento GRNS (Gamma-Ray and Neutron Spectrometer) e poi con delle immagini dirette, che hanno dimostrato l'effettiva presenza di ghiaccio all'interno del cratere Kandinsky.
Gli scienziati ritenevano che in passato su Mercurio si fossero toccate temperature superiori ai 9.500 °C, a causa di un impatto con un asteroide. MESSENGER ha smentito questa teoria, rilevando sulla superficie del pianeta la presenza di metalli che si sarebbero vaporizzati a temperature così elevate. Se ci sono è perché temperature così alte non si sono mai verificate e, per avere un metro di paragone, oggi la temperatura massima su Mercurio è stimata sui 427 °C.
La sonda ha fornito immagini di pianure la cui origine, si pensava, doveva essere ricercata in qualche fenomeno eruttivo o in un impatto con un corpo celeste. I dati più recenti hanno fugato i dubbi, mostrando con buona certezza che la superficie del pianeta è in buona parte ricoperta da materiale eruttivo dovuto all'attività vulcanica passata di Mercurio.  La missione ha anche confermato la presenza di un nucleo planetario di ferro liquido.
Le osservazioni di Mariner 10, la prima sonda spaziale che ha scrutato da vicino Mercurio a metà degli anni settanta, hanno rivelato che il pianeta possiede un campo magnetico dipolare, esattamente come la Terra (sebbene la sua intensità sia pari all'1% del campo terrestre). MESSENGER ha mostrato poi che, inaspettatamente, questo campo magnetico non è centrato nel nucleo del pianeta, ma ha il fulcro spostato verso il polo nord. Per gli scienziati è tuttora un enigma affascinante, le cui cause restano ancora da capire.

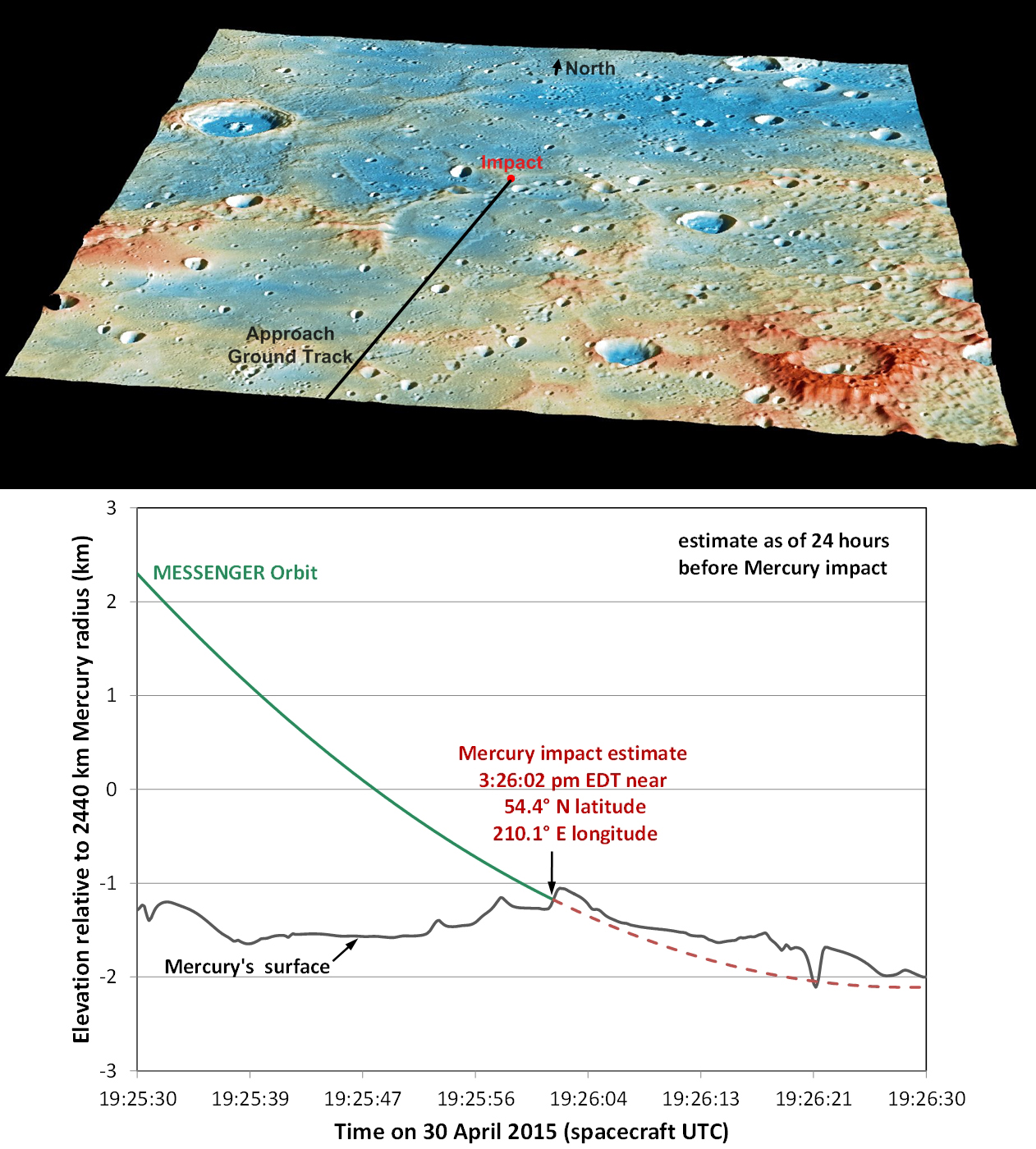
Traiettoria di avvicinamento alla superficie e sito d'impatto della sonda

La sonda ha rivelato la presenza di strane macchie luminose sulla superficie del pianeta. Sono piatte e apparentemente "vuote", e la loro natura è tutta da definire. L'ipotesi più plausibile afferma che sono il risultato del materiale volatile che da Mercurio si disperde nello spazio, forse sospinto dal flusso di particelle del vento solare.

## Conclusione della missione
Dopo aver terminato il propellente per le correzioni di traiettoria, MESSENGER è entrato nella fase terminale della missione a fine 2014. Durante il decadimento orbitale, MESSENGER ha continuato a studiare Mercurio.

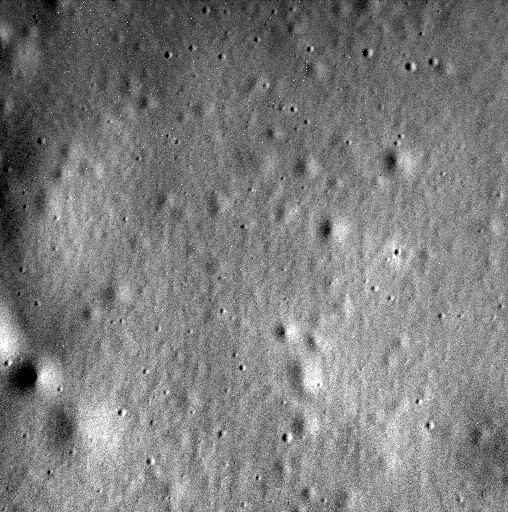
L'ultima immagine inviata da MESSENGER (30 aprile 2015)

La sonda ha urtato la superficie del pianeta il 30 aprile 2015 alle 15:26  EDT, a 54.4° N, 149.9° W su Suisei Planitia e vicino al cratere Janáček, alla velocità di 14 080 km/h, probabilmente creando sulla superficie un cratere di circa 16 m. La NASA ha confermato la fine della missione di MESSENGER alle 15:40 EDT dopo che il Deep Space Network non è riuscito più a ricevere segnali della sonda.

## Curiosità
- Il 1º aprile 2012 la NASA ha fatto un pesce d'aprile, annunciando che il giorno precedente la sonda MESSENGER avesse acquisito un'immagine di una luna di Mercurio, suggerendo anche un possibile nome: Caduceus.[19] Nel comunicato stampa si proponeva inoltre un improbabile schianto della sonda con la luna per dirigere verso la Terra dei frammenti, che avrebbero potuto essere recuperati ed analizzati. Ulteriore elemento di ilarità è che l'oggetto rappresentato nel fotomontaggio è l'asteroide 243 Ida.

- Questo scherzo segue quello dell'anno precedente, quando era stata data notizia sul sito ufficiale della missione che MESSENGER aveva fotografato il Mariner 10 in orbita attorno a Mercurio. Nel comunicato stampa, ai membri del gruppo che dirige la sonda erano stati attribuiti dei passi de La ballata del vecchio marinaio di Samuel Taylor Coleridge.[20]